# 子檀嶺岳
子檀嶺岳（こまゆみだけ）とは、長野県小県郡青木村にある標高1,223の山。信州百名山の一峰に選定されている。

## 概要
地元の人々に霊山として親しまれている。麓の旧東山道沿いにある村松神社の奥社が山頂に祀られている。中社は途中の小宮（古宮とも）地区にある。
戦国時代、甲斐武田氏の家臣であった真田幸隆、真田昌幸の城砦が存在した山でもある。子檀嶺岳城、火車ヶ岳城、烏帽子形城、冠者岳城などと呼ばれている。詳細な史料は残っておらず、その事跡は不明な点が多い。しかし、城郭専門家によれば、現在でも、明確な遺構が残されているという。

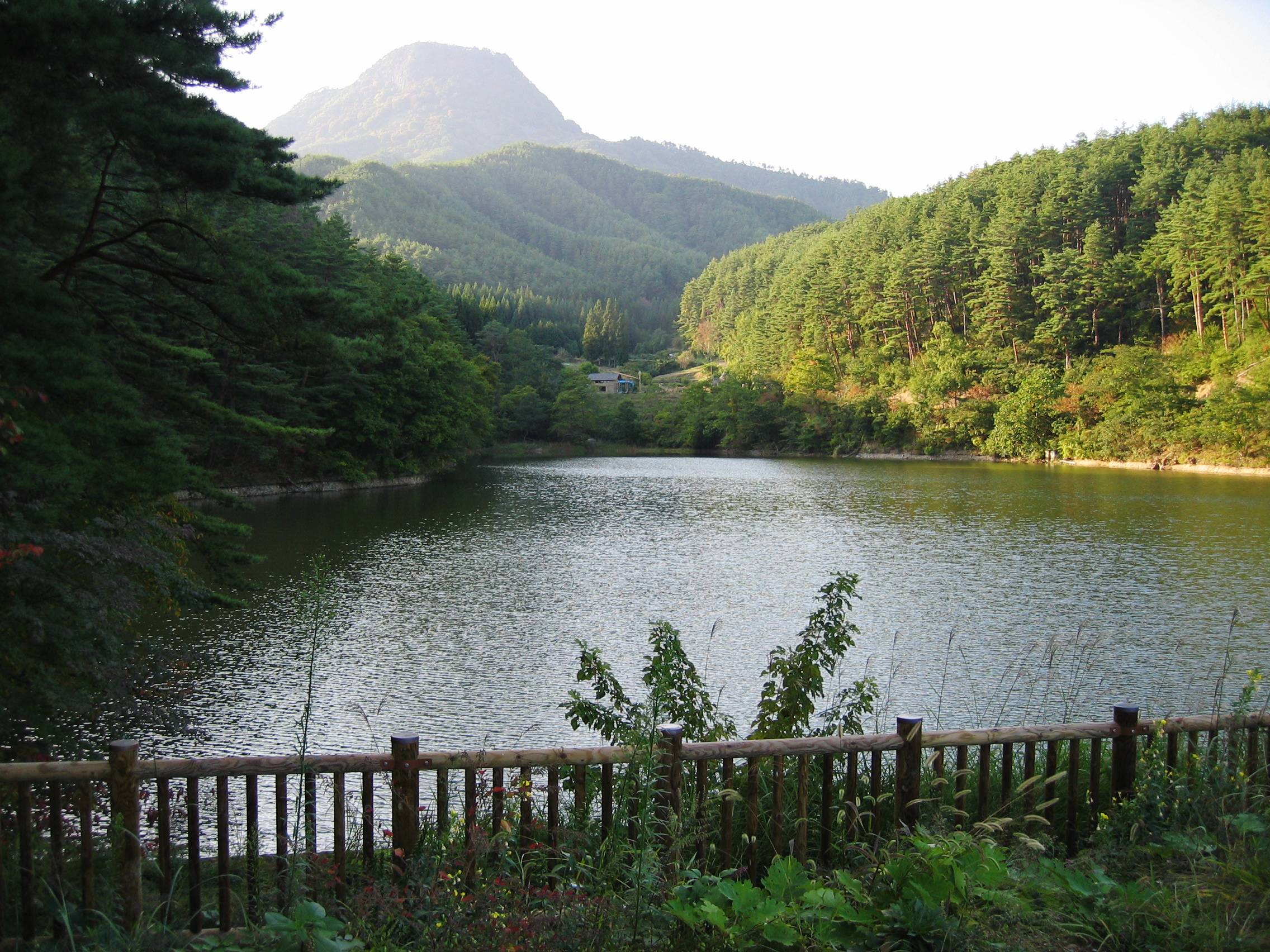
塩之入池から望む

## 登山
南麓からの比高は700mほどで登山は容易である。主な登山口は3ヶ所あり、それぞれ1時間半程度で登頂できる。冬には数十センチの根雪になる。山体の南側が切り立った崖になっており、南から東の眺望に優れる。山頂からは、四阿山・浅間連峰・上田盆地・塩田平・夫神岳などが眺められる。

## 周辺スポット
- 大法寺　国宝三重塔
- 道の駅あおき
- 田沢温泉
- 沓掛温泉

## 近隣の山
- 夫神岳 - 信州百山の一つ
- 十観山